# Monségur (Pirenéus Atlânticos)
Monségur é uma comuna francesa na região administrativa da Nova Aquitânia, no departamento dos Pirenéus Atlânticos. Estende-se por uma área de 2,84 km². Em 2010 a comuna tinha 127 habitantes (densidade: 44,7 hab./km²).